# Владимирова, Нинель Васильевна
Нинель Васильевна Владимирова (1928—2009) — учёный-литературовед и переводчик. Она посвятила всю свою жизнь и свой талант ученого изучению проблем национальных литератур, была одним из видных переводчиков и популяризаторов узбекской литературы на советском и постсоветском пространстве.

## Биография
Родилась 24 апреля в 1928 году в городе Николаеве, на Украине.
В 1941 году с матерью и сестрой была эвакуирована в Узбекистан, в Ташкентскую область.
Окончила восточный факультет Среднеазиатского государственного университета (ныне Национальный университет Узбекистана).

## Научное творчество
После окончания университета Н. В. Владимирова поступила на работу в Институт языка и литературы Академии наук УзССР (ныне Институт языка и литературы имени Алишера Навои АН РУз), где принимала участие в подготовке «Русско-узбекского словаря» в 1 и 3 томах, в издании серии книг «Классики узбекской литературы», опубликовала брошюры «Творчество Айдын» (1953) и «Творчество Зафара Диёра» (1954).
В 1958 г. защитила кандидатскую диссертацию на тему «Некоторые вопросы художественного перевода с русского на узбекский язык».
Труды Н. В. Владимировой «Узбекский советский рассказ», «Формирование героя» (оба — в соавторстве с М.Султановой), «Идеи и образы в узбекских рассказах», «Развитие жанра рассказа в узбекской советской литературе», монография «Мастерство Саида Ахмада», а также сборник статей «От слова к книге» (1988) явились важным вкладом в изучение теории и истории жанров узбекской литературы.
В 1988 г. Н. В. Владимирова защитила докторскую диссертацию на тему «Развитие жанра рассказа в узбекской советской литературе».
Н. В. Владимирова переводила Чулпана, Фитрата, Абдуллу Каххара, Гафура Гуляма, Саида Ахмада, Уткура Хашимова, Шукура Халмирзаева и Алима Атаханова. Лучшие произведения узбекских новеллистов, переведенные Н. В. Владимировой, составили антологию узбекского рассказа под названием «Гранат». Также ею переведены на русский язык романы «Фергана до рассвета» Мирзакалона Исмаили, «Зодчий» Мирмухсина, «Горизонт» Саида Ахмада, «Бунт и смятение» Улугбека Хамдама.
Н. В. Владимирова принимала активное участие в создании однотомного (Москва) и пятитомного (Ташкент) издания «Истории узбекской советской литературы», в подготовке научного издания «Полного собрания сочинений» Айбека в 20-ти томах, за что была удостоена почетного звания лауреата Государственной премии Узбекистана им. Беруни.